# Москва-Ризька
Москва-Ризька, також Ризький вокзал (до 1930 — Віндавський, до 1942 — Балтійський, 1946—1963 — Ржевський вокзал) — один з десяти залізничних вокзалів Москви, який входить до складу Московської регіональної дирекції залізничних вокзалів.
Станція Москва-Ризька Московської залізниці входить до Московсько-Смоленського центру організації роботи залізничних станцій ДЦС-3 Московської дирекції управління рухом. За характером роботи є пасажирською, за обсягом роботи віднесена до 1-го класу. Є початковим пунктом Ризького напрямку Московської залізниці, як частини Московсько-Віндавської лінії. Не є тупиковою в цілому — через станцію також пролягає транзитна Олексіївська сполучна лінія, з якою є з'їзд на Ризький напрямок.

## Історія

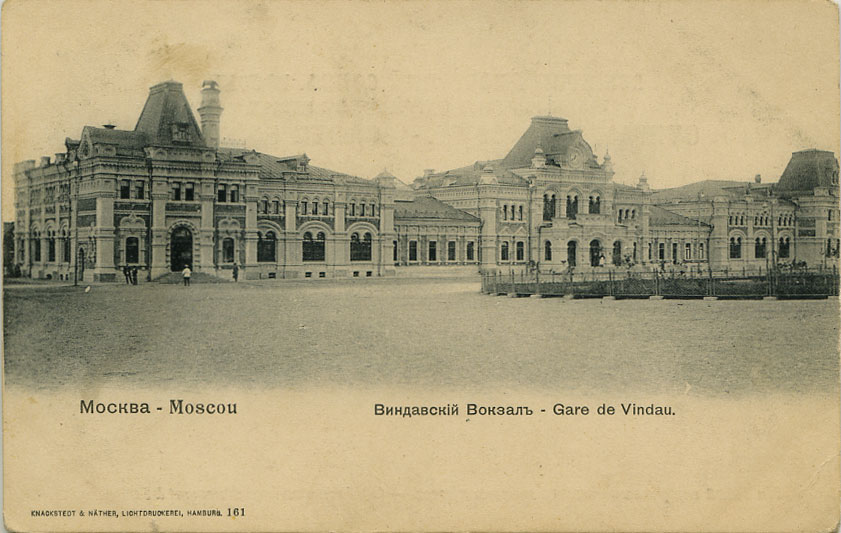
Віндавський вокзал (1901)

Будівля вокзалу побудована у 1897—1901 роках в ході будівництва Московсько-Віндаво-Рибінської залізниці (нині — Ризький напрямок Московської залізниці) за проєктом петербурзького архітектора Станислава Бржозовського, автора Вітебського вокзалу Санкт-Петербурга. Будівництво вокзалу тривало під керівництвом архітектора Юлія Дідеріхса, спостереження за будівництвом здійснював Хома Дворжецький-Богданович.

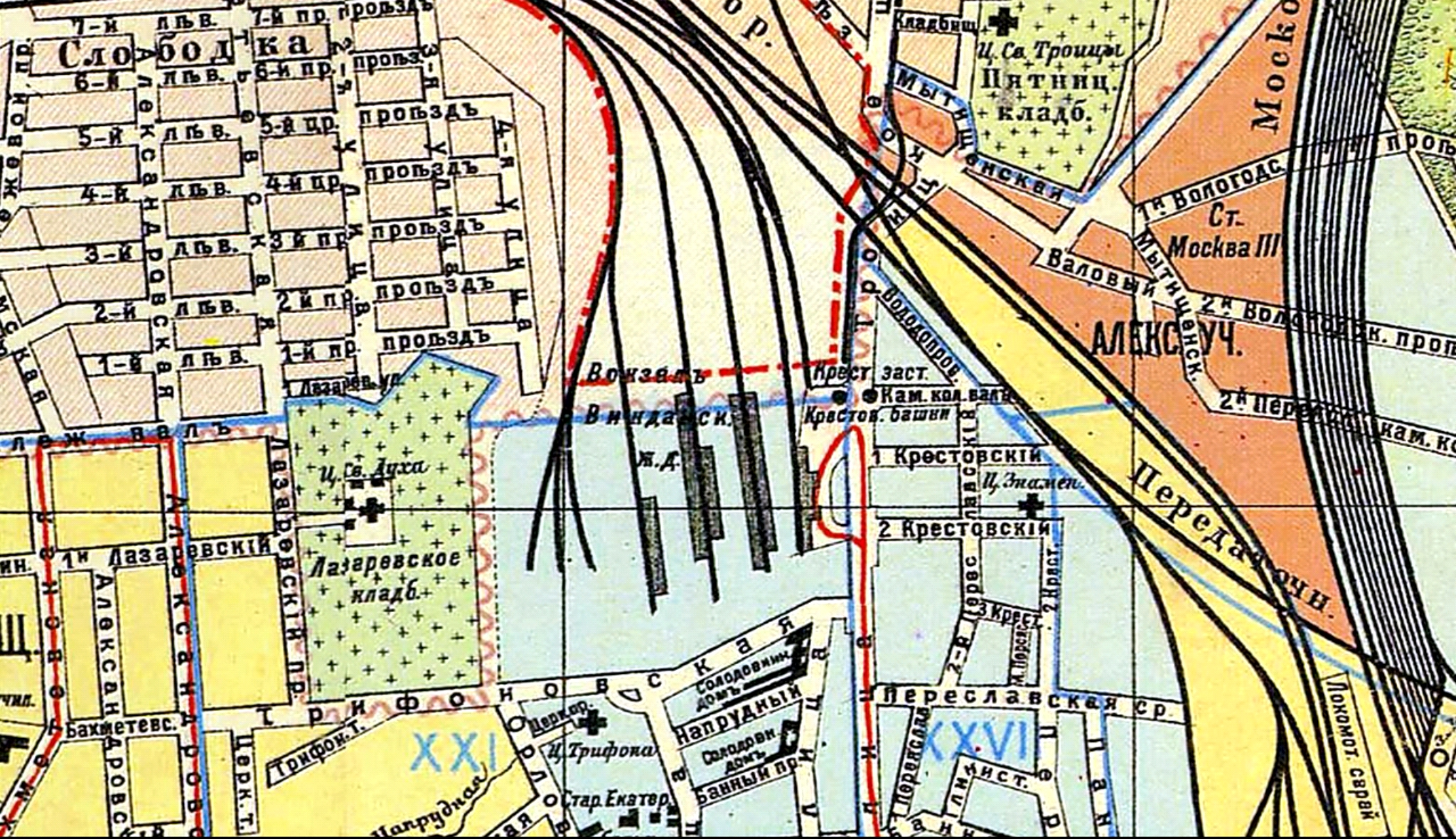
Схема Віндавського вокзалу (1912)

Спочатку було дві окремі станції: пасажирська і вантажна. До 1929 року станції мали назви: Москва-Пасажирська-Балтійська та Москва-Товарна-Балтійська. У 1929 році перейменовані і отримали назви Москва-Пасажирська-Ржевська й Москва-Товарна-Ржевська. У 1963 році об'єднані в одну станцію Москва-Ржевська. У тому ж році станція перейменована на Москву-Ризьку. У 1999 році обладнана турнікетами.
У зв'язку з невеликим завантаженням Москва-Ризька і Москва-Бутирська на початку 2000-х років пропонувалося їх закрити, перевести приміські поїзди на інші вокзали (розглядалися і варіанти створення нових терміналів) і ліквідувати під'їзні залізничні колії, проте ці плани не були втілені.

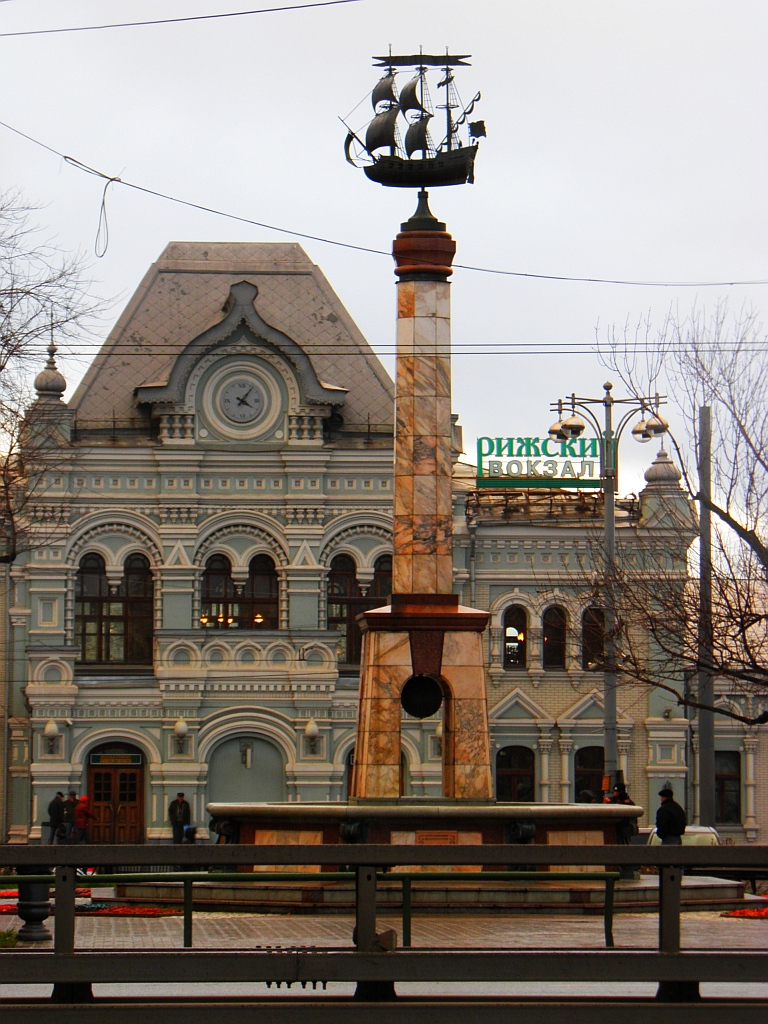
Балтійський мотив

24 жовтня 2008 року станція була закрита для вантажної роботи зі зміною коду ЄСР з 196108 на 196127. Станція була за характером роботи вантажною, за обсягом позакласною, нині — пасажирська станція 1-го класу.

## Загальна характеристика

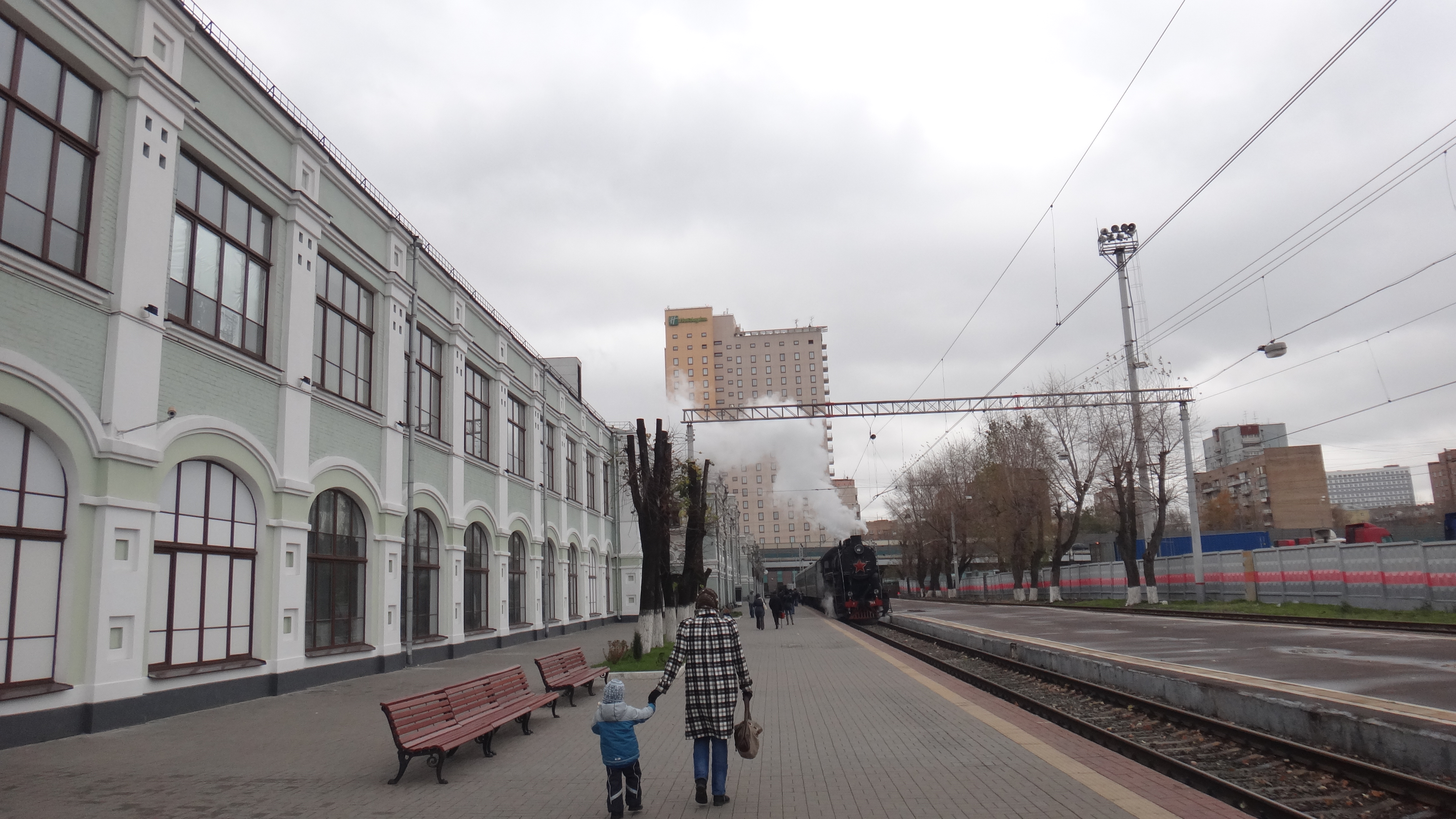
Перони вокзалу

Дві перонних колії (№ 1 та 2) поряд з двома низькими пасажирськими платформами, біля яких розташований залізничний вокзал, обслуговували до 30 квітня  2021 року поїзди далекого прямування на Великі Луки та Псков. Ще дві перонних колії (№ 3 та 4) розташовані у високої платформи і обслуговують частину приміських поїздів Ризького напрямку. Чотири колії між платформами займає експозиція музею історії залізничного транспорту.
На Ризькому вокзалі існує Центр науково-технічної інформації ВАТ «рос. РЖД» і Центр інноваційного розвитку, в якому знаходиться виставковий центр інновацій на залізничному транспорті (вхід навпроти музею залізничної техніки).
За декілька сотень метрів від вокзалу розташований наземний павільйон станції метро «Ризька», неподалік — платформи Ризька Олексіївської сполучної лінії й Ризька (платформи № 3 та 4) Ленінградського напрямку, Жовтневої залізниці.
Ризький вокзал працював цілодобово з перервою для прибирання залів чекання з 23:00 до 06:00. Станом на 2015 рік пасажиропотік вокзалу становив 40-50 осіб на годину.
Станом на кінець 2018 року пасажирський термінал Ризького вокзалу обслуговував щоденно близько 4000 пасажирів. Щомісяця у 2018 році пасажирським терміналом станції Москва-Ризька скористалися 296 103 пасажирів, з яких 266 783 осіб припало на приміське сполучення та 29 320 осіб перевезено поїздами далекого сполучення.

## Пасажирське сполучення

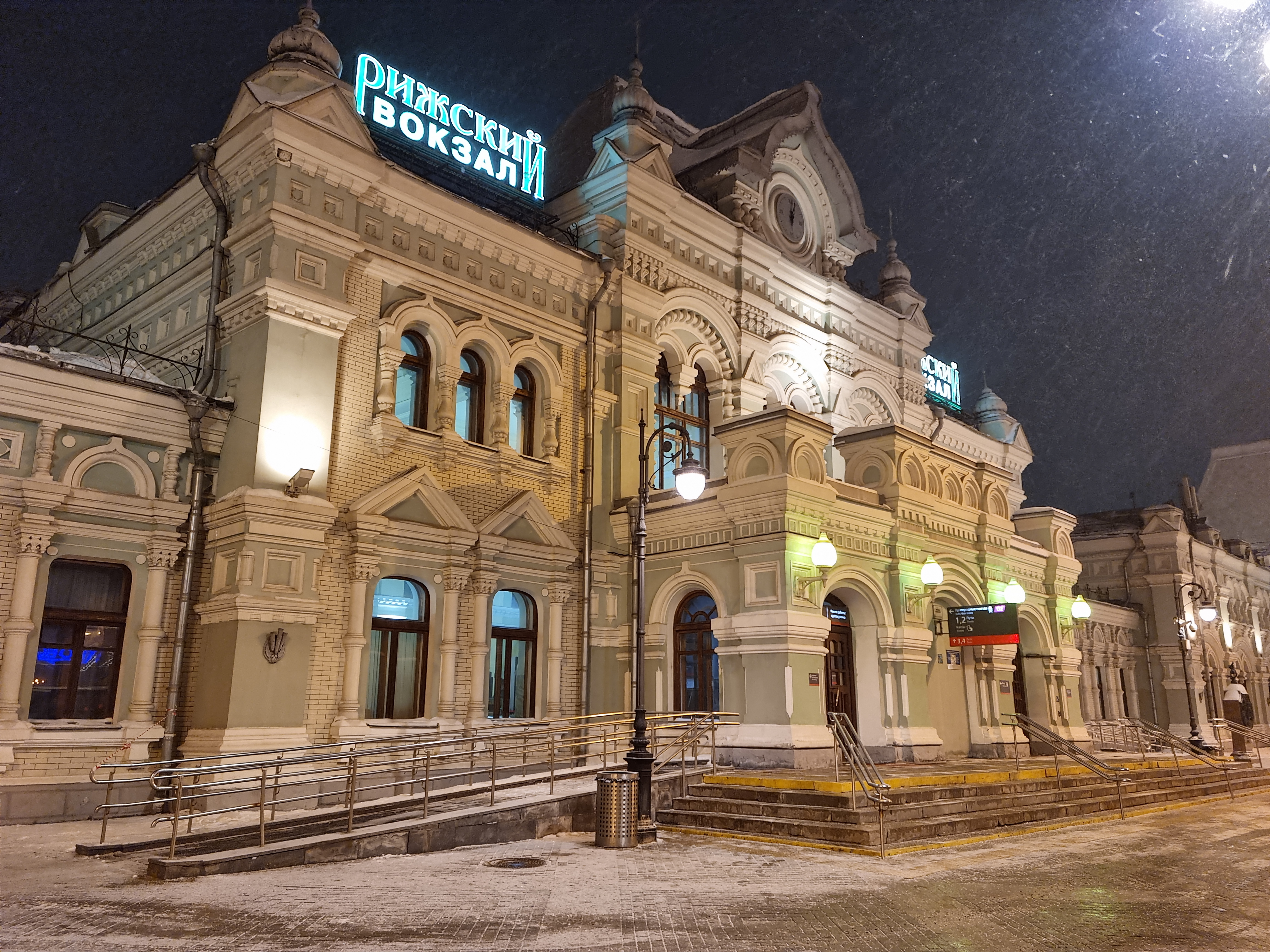
Ризький вокзал

Від станції Москва-Ризька відправлялися поїзди далекого сполучення до Великих Лук, Пскова та Риги.
30 квітня 2021 року від Ризького вокзалу відправився останній поїзд далекого сполучення Москва — Псков. З 1 травня 2021 року на Ризький вокзал поїзди далекого сполучення не прибувають.
| Рух поїздів по станції Москва-Ризька |                      |                    |                      |                                                                                               |
| №                                    | Маршрут сполучення   | №                  | Маршрут сполучення   | Примітки                                                                                      |
| 1 «Латвія-Експрес»                   | Москва — Рига        | 2 «Латвія-Експрес» | Рига — Москва        | Скасований                                                                                    |
| 61                                   | Москва — Великі Луки | 62                 | Великі Луки — Москва | З 1 травня 2021 року поїзд прибуває й відправляється зі станції Москва-Пасажирська-Смоленська |
| 63                                   | Москва — Псков       | 64                 | Псков — Москва       | З 1 травня 2021 року поїзд прибуває й відправляється зі станції Москва-Пасажирська-Смоленська |

Станом на літо 2010 року від  станції відправлялося 42-46 приміських електропоїздів. Нині курсують лише приміські електропоїзди до станцій: Нахабіно, Дєдовськ, Новоієрусалимська, Рум'янцево, Волоколамськ та Шаховська.

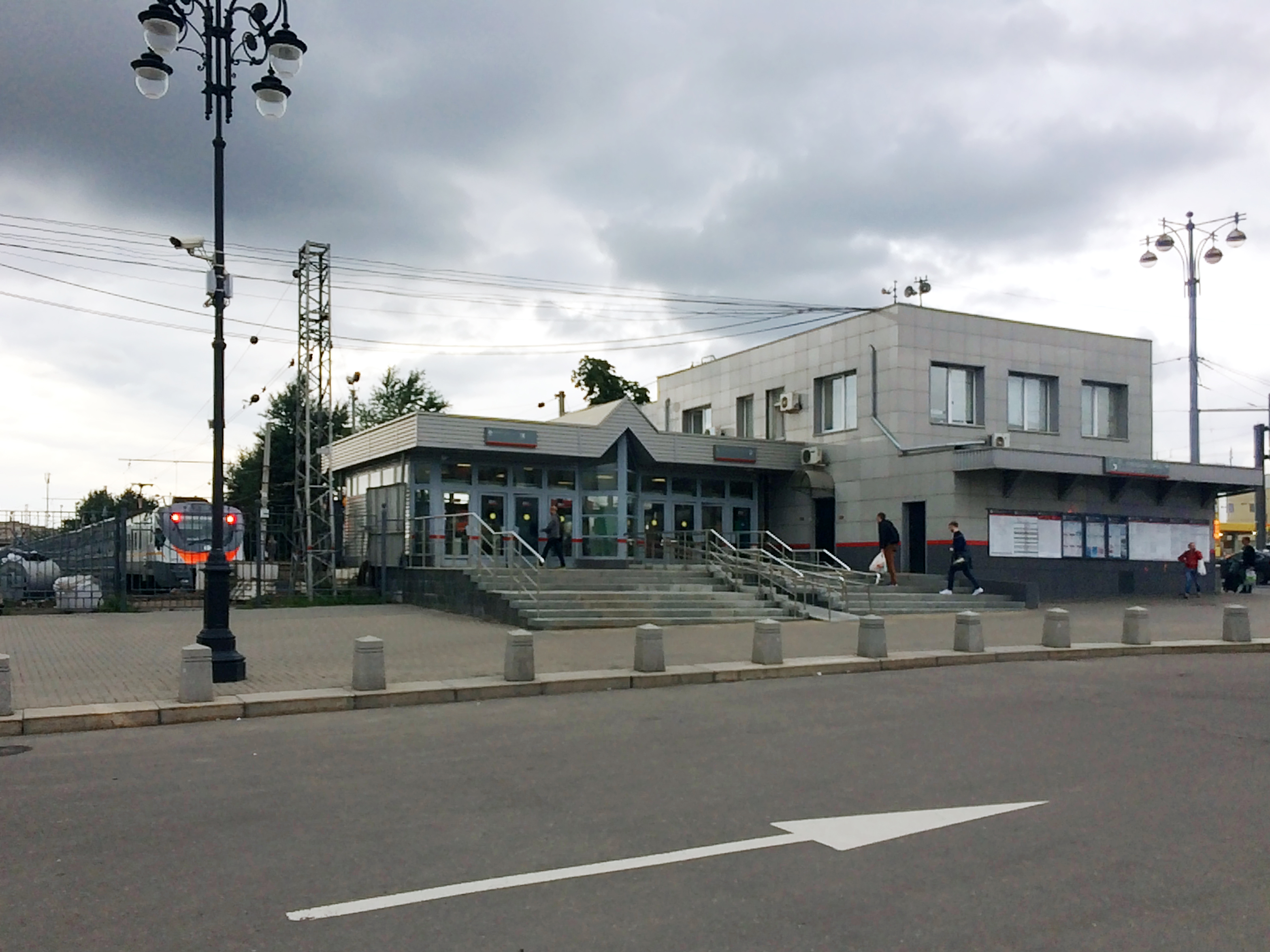
Приміський термінал Ризького вокзалу

Всі приміські електропоїзди відправляються з приміських тупиків. Під час позаштатних змін були випадки відправлення приміських поїздів від колій далекого прямування.

## Панорама
| Попередня зупинка | Лінія | Лінія               | Лінія | Наступна зупинка |
| ----------------- | ----- | ------------------- | ----- | ---------------- |
| кінцева           |       | Ризький напрямок МЗ |       | Дмитровська      |